# Chorągiew husarska koronna Jerzego Sebastiana Lubomirskiego

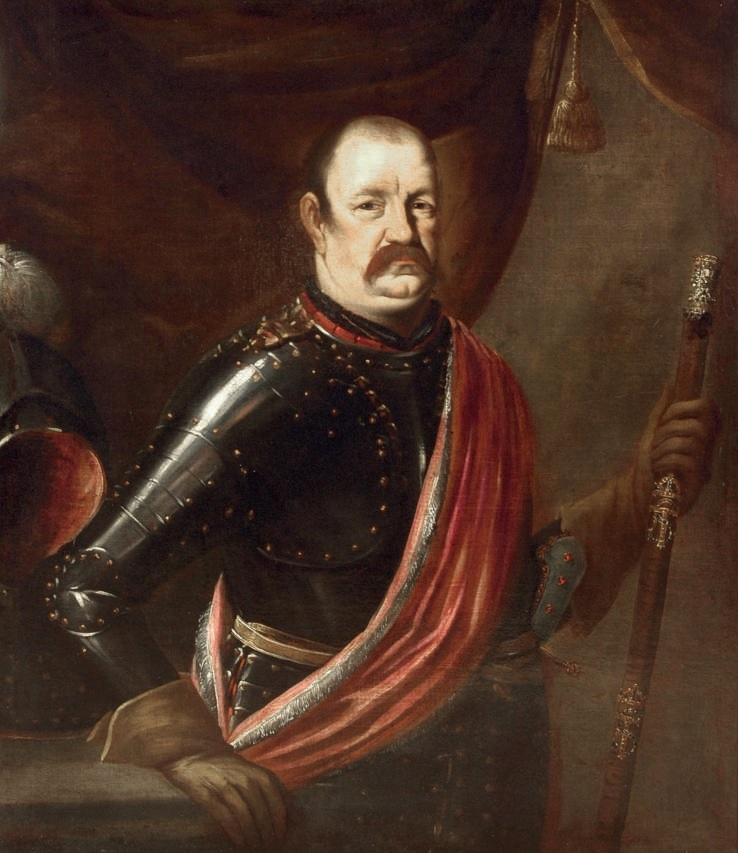
Jerzy Sebastian Lubomirski

Chorągiew husarska koronna Jerzego Sebastiana Lubomirskiego – chorągiew husarska koronna połowy XVII wieku, okresu wojen I Rzeczypospolitej ze Szwedami, licząca sobie w II kwartale 1656 roku 190 koni.
Szefem tej chorągwi był marszałek wielki koronny Jerzy Sebastian Lubomirski herbu Szreniawa bez Krzyża. Jej faktycznym dowódcą był Andrzej Sokolnicki.
Chorągiew wzięła udział w bitwie pod Warką 7 kwietnia 1656.